# The New Addams Family Series
The New Addams Family Series (The New Addams Family in Nord America) è un videogioco d'avventura per Game Boy Color del 2001, ispirato alla serie televisiva La nuova famiglia Addams.

## Trama
La famiglia Addams viene sfrattata, e la loro magione verrà demolita per essere sostituita da un parco dei divertimenti. Mentre gli adulti cercano una soluzione, i bambini ne mettono una in pratica a modo loro: soltanto l'attestato di proprietà sul terreno può salvare la casa dalla distruzione, ed è loro compito trovarlo.

## Meccanica di gioco
Il giocatore assume il controllo di Pugsley e Mercoledì Addams. Per avanzare nella villa bisogna risolvere enigmi, collezionare oggetti e conversare con gli altri membri della famiglia.